# 珠海公交99路线
珠海公交99路线，是中华人民共和国广东省珠海市内一条公共汽车路线，往来拱北口岸总站及南溪总站。

## 线路简介
- 珠海公交99路线由珠海公交巴士有限公司（原珠海市公共汽车公司）上冲分公司营运。
- 服务时间：拱北口岸总站开出：06:40至21:55；南溪总站开出：06:25至21:25。
- 班次间隔：8-11分钟。

## 历史
- 该路线于1999年10月由珠海市公共汽车公司开通，初期行駛路線爲“上冲检查站—体育中心南”，主要途经明珠路、九洲大道西、桂花路、粤海东路、情侣南路、情侣中路、凤凰北路、梅华东路，返程同途。此线路为珠海历史上市区行程最长线路。[2][3]用车为常州长江CJ6921型、常州长江CJ6922型、广州牌GZK6100AD-1型空调巴士运行。
- 2005年，珠海公汽上调票价，该线路普通车票价调整为1.5元/人，空调车票价调整为2.5元/人，同时启动普通卡、学生卡乘车优惠。同年该线路改为“普陀寺”始发，增停“凤凰山”、“东坑”、“梅溪牌坊”等站。
- 2006年，本线路全线更换为厦门金龙XMQ6105G1型（包含普通车和空调车）巴士。
- 2009年1月，珠海公汽对此线路进行拆分，截取“普陀寺—前山西门”段至新开通的36路线，但“前山西门—凉粉桥”段暂时空缺。同时，起点站改为“华润万家”（现“拱北万家”），往“华润万家”方向增停“观澳平台”、“口岸广场”2个单向站点。终点站“体育中心南”延伸至“公安村”，往“公安村”方向增停“富康花园”、“旺角百货”、“葵竹苑”、“特警支队”、“诚丰怡园”等5个站点。[4]
- 2010年，本线路由“公安村”延伸至“云顶澜山”。
- 2011年6月28日，珠海公交对旗下所有巴士线路票价进行调整，该线路空调车票价调整为2元/人，普通车票价维持不变。
- 2012年，本线路厦门金龙XMQ6105G1型非空调巴士、部分厦门金龙XMQ6105G1型空调巴士被更换为厦门金龙XMQ6113GJ2型空调巴士、厦门金龙XMQ6113GF型非空调巴士、厦门金龙XMQ6119G型非空调巴士、郑州宇通ZK6108HGC型非空调巴士。
- 2013年1月，本线路全线更换为珠海广通GTQ6117N4GJ5型LNG空调巴士，與此同時取消該線路原有的“普通車”班次。
- 2013年11月，本线路首末站由“拱北万家”调整至“拱北口岸总站”始发，同时本线路取消停靠“口岸广场”站。[5][6]
- 2014年2月5日，受珠海有轨电车1号线工程施工及梅华路实行部分路段全封闭的交通管制影响，本线路往“云顶澜山”方向经“凤凰北”站后，改经凤凰北路—沿河路—紫荆路—银桦路—红山路—香华路行驶，接回“富康花园”站，取消“华子石西”、“梅华东”、“党校”、“大镜山”、“国资委”、“古元美术馆”、“交通大楼”、“中级人民法院”、“巴士公司”站，增停“为农市场”、“紫荆园”、“香洲总站”、“888街”、“农信大厦”、“名街花园”、“金桦花园”、“体育中心南”、“红山北”站；往“拱北口岸总站”方向经“富康花园”站后，改经香华路—红山路—银桦路—紫荆路—沿河路—凤凰北路行驶，接回“凤凰北”站，取消“体育中心西”、“梅华中”、“交通大楼”、“古元美术馆”、“国资委”、“大镜山”、“党校”、“梅华东”、“华子石西”站，增停“红山北”、“体育中心南”、“金桦花园”、“名街花园”、“农信大厦”、“888街”、“香洲总站”、“紫荆园”、“为农市场”站。[7]
- 2014年10月1日，因梅华路恢复通车，同时减少线路重复率，及受梅华路交健民路路口施工封闭影响，本线路往“拱北口岸总站”方向经“富康花园”站后，改经健民路—香华路—红山路—银桦路—紫荆路—梅华路—凤凰路行驶接回“凤凰北”站；恢复停靠“梅华东”、“华子石西”站，增停“红山北”、“体育中心南”、“金桦花园”、“名街花园”、“农信大厦”、“888街”、“香洲总站”、“紫荆园”站；取消停靠“体育中心西”、“梅华中”、“交通大楼”、“山场西”(单边)、“古元美术馆”、“国资委”、“大境山”、“党校”站，返程同途。
- 2017年6月5日，受情侣南路的海愉半岛路段道路通行条件影响，本线路往云顶澜山方向：经“庆华国际酒店”后，行驶情侣南路（取消行驶情侣南路海愉半岛延长段），接回“情侣南路北”后按原线行驶；临时取消“情侣南路中”、“全球通大厦”、“九洲驿站（公交招呼站）”、“海愉半岛（公交招呼站）”；往拱北口岸总站方向：经“情侣南路北”后，行驶情侣南路（取消行驶情侣南路海愉半岛延长段），接回“情侣南路中”后按原线行驶；临时取消“海愉半岛（公交招呼站）”、“九洲驿站（公交招呼站）”、“全球通大厦”。
- 2018年4月30日，因情侣南路延长段恢复通行条件，本线路恢复经原线运行。
- 2018年5月19日，为缓解拱北口岸地区交通拥堵，本线路往拱北口岸总站方向：经“日华花园”站后，改行情侣南路、粤海路、迎宾南路、友谊路，接回终点站“拱北口岸总站”。增停“粤海东”、“银都”、“拱北”等站点，取消停靠“观澳平台”站。往云顶澜山方向：由“拱北口岸总站”始发后，改行友谊路、水湾路、侨光路、迎宾南路，接回“拱北”（调整停靠“拱北”东侧站，取消停靠“拱北”分站）后按原线运行。同时，调整情侣南路中及全球通大厦的站点安排。往云顶澜山方向取消“情侣南路中”，增停“宏海湾花园”；返程取消“全球通大厦”，增停“宏海湾花园”。
- 2018年6月2日，本线路往拱北口岸总站方向取消“粤海东”、“银都”、“拱北”等站点。
- 2018年11月18日，珠海市实行全城公交统一一票制1元，本线路票价由空调车2元调整为空调车1元。
- 2019年1月4日，本线路部分广通GTQ6117N4GJ5配车更换为宇通ZK6100HNGA9。
- 2019年3月5日，本线路全线更换为广客GTZ6129BEVB1及广客GTZ6129BEVB2型纯电动客车。
- 2020年2月5日，受新冠肺炎疫情影响，线路停运。
- 2020年2月24日，线路恢复营运。
- 2020年6月，线路延伸至南溪总站

## 行车路线及停站
- 由拱北口岸总站开出，途经：友谊路、迎宾南路、粤海东路、情侣南路、石花东路、九洲港路、洲仔路、情侣中路、海燕路、凤凰南路、凤凰北路、梅华东路、紫荆路、银桦路、红山路、香华路、心华路、敬业路、梅界路，沿途各站包括：

| 站点 顺序 | 停靠站点     | 站点位置                | 备注                                         |
| --------- | ------------ | ----------------------- | -------------------------------------------- |
| 1         | 拱北口岸总站 | 友谊路                  | 起点站                                       |
| 2         | 拱北         | 迎宾南路                | 往云顶澜山方向单向停靠                       |
| 3         | 银都         | 粤海东路                | 往云顶澜山方向单向停靠                       |
| 4         | 粤海东       | 粤海东路                | 往云顶澜山方向单向停靠                       |
| 5         | 日华花园     | 情侣南路                |                                              |
| 6         | 情侣南路南   | 情侣南路                |                                              |
| 7         | 庆华国际酒店 | 情侣南路                |                                              |
| 8         | 情侣南路中   | 情侣南路                |                                              |
| 9         | 全球通大厦   | 情侣南路延长线          |                                              |
| 10        | 九洲驿站     | 情侣南路延长线          | 公交招呼站，需要上下车的乘客请提前知会司机。 |
| 11        | 海愉半岛     | 情侣南路延长线          | 公交招呼站，需要上下车的乘客请提前知会司机。 |
| 12        | 情侣南路北   | 情侣南路                |                                              |
| 13        | 九洲花园     | 情侣中路                |                                              |
| 14        | 九洲港       | 九洲港路                |                                              |
| 15        | 九洲新村     | 情侣中路                |                                              |
| 16        | 海洲路口     | 情侣中路                |                                              |
| 17        | 海滨泳场     | 情侣中路                |                                              |
| 18        | 珠海渔女     | 情侣中路                |                                              |
| 19        | 侨苑         | 情侣中路                |                                              |
| 20        | 海霞新村     | 情侣中路                |                                              |
| 21        | 名亭公园     | 海燕路                  | 往云顶澜山方向单向停靠                       |
| 22        | 百货公司     | 凤凰南路                |                                              |
| 23        | 邮政大厦     | 凤凰北路                |                                              |
| 24        | 凤凰北       | 凤凰北路                |                                              |
| 25        | 华子石西     | 梅华东路                |                                              |
| 26        | 梅华东       | 梅华东路                |                                              |
| 27        | 紫荆园       | 紫荆路                  |                                              |
| 28        | 香洲总站     | 紫荆路                  |                                              |
| 29        | 八八八街     | 银桦路                  |                                              |
| 30        | 农信大厦     | 银桦路                  |                                              |
| 31        | 名街花园     | 银桦路                  |                                              |
| 32        | 金桦花园     | 银桦路                  |                                              |
| 33        | 体育中心南   | 香华路                  |                                              |
| 34        | 红山北       | 香华路                  |                                              |
| 35        | 富康花园     | 心华路                  |                                              |
| 36        | 旺角百货     | 心华路                  |                                              |
| 37        | 葵竹苑       | 敬业路                  |                                              |
| 38        | 特警支队     | 敬业北路                |                                              |
| 39        | 诚丰怡园     | 敬业北路                |                                              |
| 40        | 公安村       | 梅界路                  |                                              |
| 41        | 云顶澜山     | 梅界路 云顶澜山公交站场 | 终点站                                       |

- 由云顶澜山开出，途经：梅界路、敬业路、心华路、香华路、红山路、银桦路、紫荆路、梅华东路、凤凰北路、凤凰南路、东风路、情侣中路、洲仔路、九洲港路、石花东路、情侣南路、友谊路，沿途各站包括：

| 站点 顺序 | 停靠站点     | 站点位置                | 备注                                         |
| --------- | ------------ | ----------------------- | -------------------------------------------- |
| 1         | 云顶澜山     | 梅界路 云顶澜山公交站场 | 起点站                                       |
| 2         | 公安村       | 梅界路                  |                                              |
| 3         | 诚丰怡园     | 敬业北路                |                                              |
| 4         | 特警支队     | 敬业北路                |                                              |
| 5         | 葵竹苑       | 敬业路                  |                                              |
| 6         | 旺角百货     | 心华路                  |                                              |
| 7         | 富康花园     | 心华路                  |                                              |
| 8         | 红山北       | 香华路                  |                                              |
| 9         | 体育中心南   | 香华路                  |                                              |
| 10        | 金桦花园     | 银桦路                  |                                              |
| 11        | 名街花园     | 银桦路                  |                                              |
| 12        | 农信大厦     | 银桦路                  |                                              |
| 13        | 八八八街     | 银桦路                  |                                              |
| 14        | 香洲总站     | 紫荆路                  |                                              |
| 15        | 紫荆园       | 紫荆路                  |                                              |
| 16        | 梅华东       | 梅华东路                |                                              |
| 17        | 华子石西     | 梅华东路                |                                              |
| 18        | 凤凰北       | 凤凰北路                |                                              |
| 19        | 邮政大厦     | 凤凰北路                |                                              |
| 20        | 百货公司     | 凤凰南路                |                                              |
| 21        | 湾仔沙广场   | 东风路                  | 往拱北口岸总站方向单向停靠                   |
| 22        | 海霞新村     | 情侣中路                |                                              |
| 23        | 侨苑         | 情侣中路                |                                              |
| 24        | 珠海渔女     | 情侣中路                |                                              |
| 25        | 海滨泳场     | 情侣中路                |                                              |
| 26        | 海洲路口     | 情侣中路                |                                              |
| 27        | 九洲新村     | 情侣中路                |                                              |
| 28        | 九洲港       | 九洲港路                |                                              |
| 29        | 九洲花园     | 石花东路                |                                              |
| 30        | 情侣南路北   | 情侣南路                |                                              |
| 31        | 海愉半岛     | 情侣南路延长线          | 公交招呼站，需要上下车的乘客请提前知会司机。 |
| 32        | 九洲驿站     | 情侣南路延长线          | 公交招呼站，需要上下车的乘客请提前知会司机。 |
| 33        | 全球通大厦   | 情侣南路延长线          |                                              |
| 34        | 情侣南路中   | 情侣南路                |                                              |
| 35        | 庆华国际酒店 | 情侣南路                |                                              |
| 36        | 情侣南路南   | 情侣南路                |                                              |
| 37        | 日华花园     | 情侣南路                |                                              |
| 38        | 观澳平台     | 情侣南路                | 往拱北口岸总站方向单向停靠                   |
| 39        | 拱北口岸总站 | 友谊路                  | 终点站                                       |

*本路线资料更新时间：2014-10-01

## 票价
- 该线路为无人售票一票制线路，应收车资为空调车1元/人，实收车资由根据缴付车资之方式决定。

| 缴付车资方式                                         | 实收车资 | 车资折扣 |
| ---------------------------------------------------- | -------- | -------- |
| 现金                                                 | ￥1.00   | 100%     |
| 珠海公交通达卡 （普通卡、月刷卡累计100次后之学生卡） | ￥0.90   | 90%      |
| 珠海公交通达卡 (学生卡（月刷卡累计100次内）)         | ￥0.60   | 60%      |
| 珠海公交通达卡 (老人卡（本市户籍）)                  | ￥0.00   | 0%       |
| 珠海公交通达卡 (老人卡（本市户籍）)                  | ￥0.00   | 0%       |
| 珠海公交通达卡 (残疾人卡（非盲人）)                  | ￥0.50   | 50%      |
| 珠海公交通达卡 (残疾人卡（盲人）)                    | ￥0.00   | 0%       |
| 中山通                                               | ￥0.90   | 90%      |
| 岭南通                                               | ￥1.00   | 100%     |
| 交通联合卡                                           | ￥1.00   | 100%     |
| 腾讯乘车码，支付宝乘车码                             | ￥1.00   | 100%     |